# Étude écologique
Une étude écologique est une étude épidémiologique dans laquelle les critères analysés concernent une population plutôt que des individus.
Par exemple, une étude écologique peut étudier l'association entre le tabagisme et les décès par cancers du poumon dans des pays différents en prenant les statistiques de chaque pays et non pas en étudiant tous les individus. Une étude écologique est souvent considérée comme inférieure à d'autres types d'études épidémiologiques comme les études de cohorte ou les études cas-témoins à cause de l'erreur écologique. Un exemple d'une étude écologique est l'analyse des effets des soins de désinfections chez les nouveau-nés. Cette étude a utilisé les données de 108 villes du Massachusetts comme unité d'analyse.
Les études écologiques peuvent facilement être confondues avec des études de cohorte, surtout quand différentes cohortes se retrouvent dans des lieux différents. La différence est que dans le cas d'étude écologiques, il n'y a pas d'information recueillies à propos des sujets des populations étudiées (par exemple comparaison de plusieurs pays à propos de la prévalence moyenne des maladies respiratoires dans un pays en étudiant la pollution moyenne dans un pays. Au contraire, on connait les données (exposition et maladie) pour chaque individu dans une étude de cohorte.
Malgré leur faiblesses, les études écologiques sont utiles car elles peuvent être menées facilement, rapidement et pour un faible coût. Elles utilisent des données qui sont généralement déjà disponibles. Si des relations intéressantes et fortes sont observées, les résultats d'études écologiques peuvent fournir des idées de nouvelles études avec des protocoles plus rigoureux et moins sujets aux biais (études cas-témoin, études de cohorte).